# Blood on the Tracks
 (octobre 2019).
Si vous disposez d'ouvrages ou d'articles de référence ou si vous connaissez des sites web de qualité traitant du thème abordé ici, merci de compléter l'article en donnant les références utiles à sa vérifiabilité et en les liant à la section « Notes et références ».
Albums de Bob Dylan
Before the Flood
(1974) The Basement Tapes
(1975)
Blood on the Tracks est le quinzième album studio de Bob Dylan, sorti en 1975.

## Composition et enregistrement
Dylan a composé l'album alors qu'il vient de quitter sa femme Sara Lownds Dylan après dix ans de vie commune.
Après avoir fait une tournée en 1974 avec The Band, Dylan est allé à New York pour perfectionner son talent de peintre avec Norman Raeben. Il devait y passer un jour, il restera deux mois. Sa façon de voir changeait, et son écriture musicale aussi, le premier résultat étant Blood on the Tracks (et plus tard Desire).
De retour au Minnesota, il entreprit d’écrire les chansons de son nouvel album. En peu de temps, il composa onze titres et les testa auprès de ses amis. Cet album va marquer un retour chez Columbia, et des retrouvailles à New York avec les studios et le producteur de ses débuts, John Hammond. Mais désormais c'est Dylan le producteur, avec Phil Ramone comme ingénieur du son.
Les musiciens qui débutent cette session le 16 septembre sont Eric Weissberg et son groupe Deliverance. Mais les choses se passent mal au goût de Dylan. Dix titres seront enregistrés, mais un seul figurera sur l'album définitif : Meet Me in the Morning. Autre trace annexe de cette séance, Call Letter Blues, titre abandonné par Dylan et qui figurera dans le Bootleg 2 en 1991.
Le lendemain, seul le bassiste Tony Brown est convoqué, bientôt rejoint par l'organiste Paul Griffin (qui avait participé à l'album Highway 61 Revisited) et Buddy Cage à la steel guitar. Le 19 septembre, les 11 titres sont enregistrés (avec deux séances d'overdub et de remix les 24 septembre et 8 octobre). La durée des morceaux enregistrés étant trop longue, Dylan dut se résoudre à abandonner Up to Me, reprise par Roger McGuinn dans son album Cardiff Rose (1976). Ce titre sera publié dans le coffret Biograph.
À la dernière minute, alors que l'album était prêt à être distribué, Dylan décida de réenregistrer cinq des dix titres à Minneapolis avec des musiciens de studio rassemblés par son frère, David Zimmerman, probablement parce qu'ils trouvaient l’enregistrement initial trop monotone, sur le même rythme. Dylan réenregistra Idiot Wind et You're a Big Girl Now le 27 décembre, puis Tangled Up in Blue, Lily, Rosemary and the Jack of Hearts, et If You See Her, Say Hello le 30. Ces cinq morceaux, dans leur version new-yorkaise, figurent sur un disque promotionnel envoyé à la presse par Columbia. Ils seront publiés ultérieurement dans le coffret Bootleg 1-3 et dans le coffret Biograph.
La version révisée de Blood on the Tracks a été finalement diffusée le 17 janvier 1975. Quand l’album est distribué, le nom des musiciens de Minneapolis n’apparaît pas sur la pochette, car Columbia avait déjà un stock de pochettes que la compagnie de disque souhaitait utiliser. Il était prévu de corriger la liste des musiciens ultérieurement, mais cela n’a jamais été fait, et seuls sont cités, encore aujourd'hui sur le site officiel de Dylan : « Tony Brown, Buddy Cage, Paul Griffin, Eric Weissberf et Deliverance ».
Les musiciens de studio de Minneapolis étaient Kevin Odegard (guitare), Chris Weber (guitare), Billy Peterson (basse), Gregg Inhofer (clavier), Bill Berg (batterie), Peter Ostroushko (mandoline) et Jim Tardoff (banjo).

## Thèmes
Dans Tangled Up in Blue, Dylan a essayé de raconter une histoire, tout en étant lui-même un participant, être au présent et au passé en même temps, défier le temps comme il l’a dit lui-même en 1985.
Idiot Wind est une chanson forte où il règle des comptes, y compris avec sa femme qu’il vient de quitter :
Idiot wind, blowing every time you move your mouth,
Blowing down the backroads headin' south.
Idiot wind, blowing every time you move your teeth,
You're an idiot, babe.
It's a wonder that you still know how to breathe. 
À la fin de la chanson, il reconnaît être aussi en tort :
Idiot wind, blowing through the buttons of our coats,
Blowing through the letters that we wrote.
Idiot wind, blowing through the dust upon our shelves,
We're idiots, babe.
It's a wonder we can even feed ourselves.

## Titres
Toutes les chansons sont écrites et composées par Bob Dylan.
| 1. | Tangled Up in Blue                        | 5:40 |
| 2. | Simple Twist of Fate                      | 4:18 |
| 3. | You're a Big Girl Now                     | 4:36 |
| 4. | Idiot Wind                                | 7:45 |
| 5. | You're Gonna Make Me Lonesome When You Go | 2:58 |

| 6.  | Meet Me in the Morning                | 4:19 |
| 7.  | Lily, Rosemary and the Jack of Hearts | 8:50 |
| 8.  | If You See Her, Say Hello             | 4:46 |
| 9.  | Shelter from the Storm                | 4:59 |
| 10. | Buckets of Rain                       | 3:29 |

## Musiciens
- Bob Dylan : guitare, harmonica, clavier, chant
- Bill Peterson : basse
- Peter Ostroushko : mandoline
- Eric Weissberg : banjo, guitare
- Tony Brown : basse
- Charlie Brown : guitare
- Bill Berg : batterie
- Buddy Cage : guitare (steel)
- Barry Kornfeld : guitare
- Richard Crooks : batterie
- Paul Griffin : orgue, clavier
- Gregg Inhofer : clavier
- Tom McFaul : clavier
- Chris Weber : guitare, guitare (12 cordes)
- Kevin Odegard : guitare

## Production
- Bob Dylan : producteur
- Phil Ramone : ingénieur
- Pete Hamill : notes
- Ron Coro : direction artistique

## Accueil
L'album a été no 1 au Billboard américain et no 4 au Royaume-Uni, puis double disque de platine aux États-Unis.
En 2003, il est classé 16e des 500 plus grands albums de tous les temps par le magazine Rolling Stone. En 2004, toujours dans Rolling Stone, Tangled Up in Blue est classé au 68e rang des 500 meilleures chansons de tous les temps.
En 2015, il reçoit le Grammy Hall of Fame Award.

## Classements hebdomadaires
| Classement (1975)              | Meilleure place |
| ------------------------------ | --------------- |
| Allemagne (Media Control AG)   | 45              |
| Canada (Canadian Albums Chart) | 1               |
| États-Unis (Billboard 200)     | 1               |
| Norvège (VG-lista)             | 2               |
| Nouvelle-Zélande (RIANZ)       | 1               |
| Pays-Bas (Mega Album Top 100)  | 5               |
| Royaume-Uni (UK Albums Chart)  | 4               |

| Classement (2019) | Meilleure place |
| ----------------- | --------------- |
| Portugal (AFP)    | 48              |

## Certifications
| Pays                  | Certification | Unités certifiées |
| --------------------- | ------------- | ----------------- |
| Canada (Music Canada) | Platine       | 100 000           |
| États-Unis (RIAA)     | 2 × Platine   | 2 000 000         |
| Royaume-Uni (BPI)     | Platine       | 300 000           |